# Грищенко, Роман Сергеевич
Рома́н Серге́евич Гри́щенко (укр. Роман Сергійович Грищенко; род. 11 января 1982, с. Катеринка, Первомайский район, Николаевская область) — украинский военный прокурор, военнослужащий и полковник. Председатель Сумской областной государственной администрации (2020).
Кандидат юридических наук. С начала марта 2022 года — командир 127-й отдельной бригады Сил территориальной обороны Украины. Рыцарь ордена Богдана Хмельницкого III степени (2022).

## Биография
После окончания Киевского военного лицея им. Ивана БОГУНА в 2000 году поступил в Национальную юридическую академию Украины имени Ярослава Мудрого по специальности «Правоведение» (2005). Кандидат юридических наук.
Офицер военного управления тактического уровня. Участник боевых действий в зоне проведения АТО.
В 2005—2007 годах — следователь военной прокуратуры Николаевского гарнизона Южного региона Украины.
В 2010—2019 годах — в органах военной прокуратуры Николаевского, Кировоградского, Криворожского, Киевского и Харьковского гарнизонов.
29 января 2020 года Кабинет Министров поддержал назначение Грищенко на должность председателя Сумской ОГА.
С 11 марта по 5 ноября 2020 года — председатель Сумской ОДА.
С 2022 года — командир 227 батальона 127-й бригады Сил территориальной обороны ВСУ Харьков.
24 мая 2022 года награждён Орденом Богдана Хмельницкого (III степени) за личное мужество и самоотверженные действия, проявленные в защите государственного суверенитета и территориальной целостности Украины, верность военной присяге.

## Награды
- Медаль «За безупречную службу» (Украина) (2014)[8]
- Орден Богдана Хмельницкого III степени (2022)[3]